# تکه‌ای از من
«تکه‌ای از من» (به انگلیسی: Piece of Me) ترانه ای از خواننده و آهنگ‌ساز پاپ آمریکایی بریتنی اسپیرز است که به عنوان دومین تک‌آهنگ از آلبوم خاموشی (۲۰۰۷) در تاریخ  ۲۷ نوامبر ۲۰۰۷ منتشر شد.
متن این ترانه مربوط به زندگینامهٔ حرفه‌ای خود بریتنی است.رولینگ استون این ترانه را به عنوان پانزدهمین ترانه برتر سال ۲۰۰۷ انتخاب کرد.این ترانه مقام اول را در کشور ایرلند بدست آورد و در بین بهترین آهنگ‌های کشورهای استرالیا، اتریش، کانادا، دانمارک، فنلاند، نیوزلند، سوئد و آمریکا قرار گرفت.همچنین این ترانه مقام اول را در بین بهترین ترانه‌های دنس پاپ بدست آورد.این ترانه نامزد سه جایزه‌ام تی‌وی ۲۰۰۸ انتخاب شد.